# Natasha Irons
Pour les articles homonymes, voir Irons.
Natasha Dawn Irons est une femme politique britannique du parti travailliste. Elle est députée de Croydon East depuis 2024.

## Biographie
Elle est conseillère travailliste au conseil de Merton, où elle représente la circonscription de Figge's Marsh. Elle est élue pour la première fois pour représenter Ravensbury en 2018. En 2020, elle est nommée membre du cabinet du conseil de Merton pour l'environnement local et les espaces verts. Elle est réélue en 2022 - cette fois pour représenter le quartier de Figge's Marsh - et assume le rôle élargi de membre du cabinet pour l'environnement local, les espaces verts et le changement climatique, poste qu'elle occupe jusqu'à sa démission.
Elle est députée de Croydon East depuis 2024.